# Prodontia dimidiata
Prodontia dimidiata là một loài bọ cánh cứng trong họ Cerambycidae.